# Massimo Pazzini
Massimo Pazzini OFM (ur. 29 października 1955 Verucchio, Rimini) − włoski biblista, doktor teologii w dziedzinie nauk biblinych, filolog, franciszkanin, dziekan Franciszkańskiego Studium Biblijnego w Jerozolimie.
Massimo Pazzini urodził się w rodzinie Giuseppe i Assunty zd. Para w Villa Verucchio. Jest członkiem Prowincji Chrystusa Króla w Emilii-Romanii we Włoszech. Do Zakonu Braci Mniejszych wstąpił 4 października 1971, profesję wieczystą złożył 23 grudnia 1979. Święcenia kapłańskie przyjął 17 września 1983. W 1985 obronił pracę licencjacką z teologii biblijnej we Franciszkańskim Studium Biblijnym w Jerozolimie. Następnie zdobył A.B. z języka hebrajskiego i starożytnych języków semickich na Uniwersytecie Hebrajskim w Jerozolimie, w 1993 M.A. tej samej uczelni. Doktoryzował się w 1998 w Istituto Universitario Orientale w Neapolu. Jest profesorem i dziekanem Franciszkańskiego Studium Biblijnego w Jerozolimie.
Publikuje artykuły naukowe na łamach Liber Annuus.